# Centaurea urgellensis
Centaurea urgellensis — вид квіткових рослин родини айстрових (Asteraceae). Ареал: Франція, Іспанія.